# María Beljover de Uriarte
María Beljover de Uriarte fue una de las primeras médicas egresadas de la Facultad de Medicina de Rosario, provincia de Santa Fe, Argentina

## Breve reseña
Fue doctora en Medicina graduada en la Facultad de Ciencias Médicas (Rosario, Argentina), en marzo de 1930. Destacada por estar entre las primeras médicas de Latinoamérica, se dedicó a Pediatría e ingresó como parte del cuerpo médico del Hospital de Niños e Instituto de Puericultura de Rosario (desde 1946 llamado Hospital de Niños Víctor J. Vilela). Participó en la atención del consultorio de lactantes.

## Mujeres en la profesión médica
María Beljover de Uriarte fue una de las primeras mujeres en Argentina que lograron formarse y obtener su grado universitario en Medicina, en las primeras décadas del siglo XX.
La primera médica graduada en la Facultad de Medicina de Rosario fue Francisca Montaut de Osuna. Hasta 1940, menos de 20 mujeres lograron acceder a esa posición.